# Menticirrhus
Menticirrhus es un género de peces de la familia Sciaenidae.

## Especies
- M. americanus (Linnaeus, 1758)
- M. elongatus (Günther, 1864)
- M. littoralis (Holbrook, 1847)
- M. nasus (Günther, 1868)
- M. ophicephalus (Jenyns, 1840)
- M. paitensis Hildebrand, 1946
- M. panamensis (Steindachner, 1877)
- M. saxatilis (Bloch & Schneider, 1801)
- M. undulatus (Girard, 1854)

- Datos: Q135256
- Multimedia: Menticirrhus / Q135256
- Especies: Menticirrhus